# 森重有里彩
森重 有里彩（もりしげ ありさ、1993年8月13日 - ）は、北陸朝日放送のアナウンサー。

## 来歴・人物
石川県金沢市出身。金沢大学附属幼稚園・小学校・中学校、石川県立金沢泉丘高等学校、上智大学総合人間科学部卒業。
大学時代は『ミスソフィアコンテスト2014』に出場しファイナリストに選出されたほか、『きものクイーンコンテスト2014』でフォトジェニック賞を受賞。また、BS朝日の『News Access』に学生キャスターとして出演していたほか、フジテレビの復興支援イベントみちのく合衆国のリポーターなどをつとめていた。2016年北陸朝日放送に入社。入社した年、週刊プレイボーイ（2016年11月21日号）【全国新人美女アナ図鑑2016】に掲載される。また2022年には、週刊誌FLASH（2022年6月7月号）「全国ブロック別女性アナウンサー人気ランキング」で、北陸ブロック1位を獲得。
趣味はバレエとランニング。
入社2年目の2017年10月には金沢マラソン2017に参加し、初フルマラソンを5時間15分46秒で完走。翌金沢マラソン2018では5時間11分09秒。シドニーマラソン2019にも参加。
中学時代には、『宮村英語奨励賞（金沢市の英語に優れた中学3年生に授与）』受賞。
高校時代には、『IKUEI第11回英語スピーチコンテスト』スピーチ部門全国1位。『第16回英語暗唱コンテスト』（高文連英語部）入賞。マレーシア、ロシアでホームステイを経験する。
大学時代には、『いしかわ国連スタディビジット・プログラム』5期生代表をつとめ、米国・ニューヨーク 国連本部や世界銀行等で研修参加。
資格は、社会福祉士（国家資格、2019年3月取得）、英検準1級、着物の着付け。
入社4年目2019年11月　テレ朝系列全国のアナウンサーの中から「ANNアナウンサー賞　新人賞」受賞

## 現在の担当番組
- ふむふむ（2023年4月3日 - 、月曜 - 水曜・中継）
- HABニューススカッシュ
- ANNニュース（土曜・日曜昼のローカルニュース、2016年-シフト勤務）
- ANNスーパーJチャンネル（土曜・日曜夕方のローカルニュース、2016年-シフト勤務）
- 高校野球石川大会・めざせ甲子園（2016年 -スタンドリポート）

## 過去の担当番組
- 2時はどきどき5ch（金曜リポーター、2018年4月6日-2019年3月29日）
- 第17回石川ふるさとCM大賞（番組司会、2018年11月24日）
- HABスーパーJチャンネル（月曜・火曜キャスター、2017年1月9日‐2019年3月26日）
- HABスーパーJチャンネル ゆうどきLive（月曜キャスター、2019年4月1日‐2020年3月23日）
- 報道ステーション SUNDAY→ANNスーパーJチャンネル→サンデーステーション（日曜夕方のローカルニュース、2016年‐2020年9月シフト勤務）
- 朝だ!生です旅サラダ（朝日放送テレビ制作、石川・富山から中継時に出演）
- ギュッ!と石川 ゆうどきLive 月曜-金曜メインMC（2021年3月29日 - 2023年3月24日）（2019年4月‐2020年3月は金曜、2020年4月‐2021年4月は水曜‐金曜）

## その他の出演番組
- センニュウ★感（テレビ東京、2014年11月9日） - 学園祭の華!ミスキャンパスを潜入調査
- 今ちゃんの「実は…」（朝日放送テレビ、2018年2月21日） - タクシー運転手さんに聞く絶品グルメ金沢編。地方の女性アナウンサーで初めて、お笑い芸人シャンプーハットと出演した。
- ナニコレ珍百景 （テレビ朝日、2018年7月5日）
- ご当地グルメ探偵団9（テレビ朝日系列中部5局共同制作、2019年1月2日）

## 雑誌掲載
- FINEBOYS（日之出出版、2015年7月号）
- 週刊プレイボーイ（集英社、2016年11月21日号） - 全国新人美女アナ図鑑2016で掲載
- JJ（光文社、2020年8月号） - ミスコン出身者企画で掲載